# Laiyangosaurus
Laiyangosaurus youngi
Genre
Genre
Laiyangosaurus est un genre éteint de dinosaures herbivores « à bec de canard » du sous-ordre des ornithopodes et de la famille des hadrosauridés. Ses fossiles ont été découverts en Chine dans la province du Shandong au nord-est du pays. Il provient de la formation géologique de Jingangkou (groupe de Wangshi) du Crétacé supérieur, sans plus de précision.
Le bassin de Laiyang est connu pour les nombreux fossiles qu'il a fournis : insectes, plantes et vertébrés, dont des dinosaures et leurs œufs.
Une seule espèce est rattachée au genre : Laiyangosaurus youngi, décrite en 2017 par J. L. Zhang et son équipe.

## Étymologie
Le nom de genre Saurolophus est formé du nom de la ville de Laiyang dans la province chinoise de Shandong près de laquelle le fossile a été découvert, et du mot du grec ancien sauros, « lézard », pour donner littéralement « lézard de Laiyang » Le nom d'espèce youngi honore le paléontologue chinois Chungchien Young.

## Classification
Laiyangosaurus est placé par ses inventeurs, sur le cladogramme des hadrosauridés de A. Prieto-Márquez et ses collègues en 2016, dans la sous-famille des Saurolophinae et dans la tribu des Edmontosaurini, où il occupe, selon ses auteurs la position la plus basale, proche du genre Kerberosaurus. 
Au sein de la tribu des Edmontosaurini, il est accompagné des genres Kundurosaurus, Edmontosaurus, Shantungosaurus, Kerberosaurus et Kundurosaurus selon A. Prieto-Márquez et ses collègues en 2016.